# Colegio Oficial de Arquitectos de Madrid
El Colegio Oficial de Arquitectos de Madrid (COAM) es el colegio profesional de arquitectos de la Comunidad de Madrid (España). Se trata de una corporación de derecho público creada mediante el Real Decreto de 27 de diciembre de 1929, heredada de la Sociedad Central de Arquitectos, cuya fundación data del año 1849. El de Madrid era uno de los seis colegios de arquitectos creados mediante dicho real decreto.
Inicialmente, la demarcación de la que era responsable el COAM incluía, además de la provincia de Madrid, las de Santander, Burgos, Soria, Segovia, Ávila, Toledo, Ciudad Real, Cuenca, Guadalajara, Cáceres, Badajoz y Valladolid. Posteriormente, a medida que se iban creando colegios, las provincias más lejanas ingresaron en colegios de nueva creación. En el momento de la creación de las comunidades autónomas, solo estaban adscritos al COAM los arquitectos de las provincias limítrofes con la de Madrid (Segovia, Gualajara, Toledo y Ávila).
El decano del COAM es, desde noviembre de 2020, Sigfrido Herráez Rodríguez, que dirige la corporación junto a la Junta de Gobierno y la Junta de Representantes. El COAM, cuya sede está en la calle Hortaleza, 63, en Madrid, pertenece al Consejo Superior de Colegios de Arquitectos de España (CSCAE).

## Servicios
El COAM tiene una biblioteca con más de 20 000 títulos entre los que destacan cuarenta manuscritos y cerca de 1000 obras de los siglos XVI al XIX, entre los que se encuentra el primer tratado de arquitectura en lengua española, redactado por Diego de Sagredo en el siglo XVI: Medidas del Romano. También pertenece a este colegio profesional la Fundación Arquitectura COAM, la cual organiza cursos, exposiciones, actividades y conferencias que tratan de acercar la arquitectura a los habitantes de la Comunidad de Madrid.
Existe un servicio de atención al público y dispone de notables servicios para profesionales y no profesionales.

## Agrupaciones
El COAM cuenta con la Agrupación de Docentes Universitarios de Arquitectura de Madrid (DUDA), siendo el punto de encuentro de los docentes de todas las instituciones universitarias de enseñanza de la Arquitectura de la Comunidad de Madrid, tanto públicas como privadas. La actual presidenta de esta organización, desde marzo del 2025, es Isabel Collado Baíllo.

## Sede

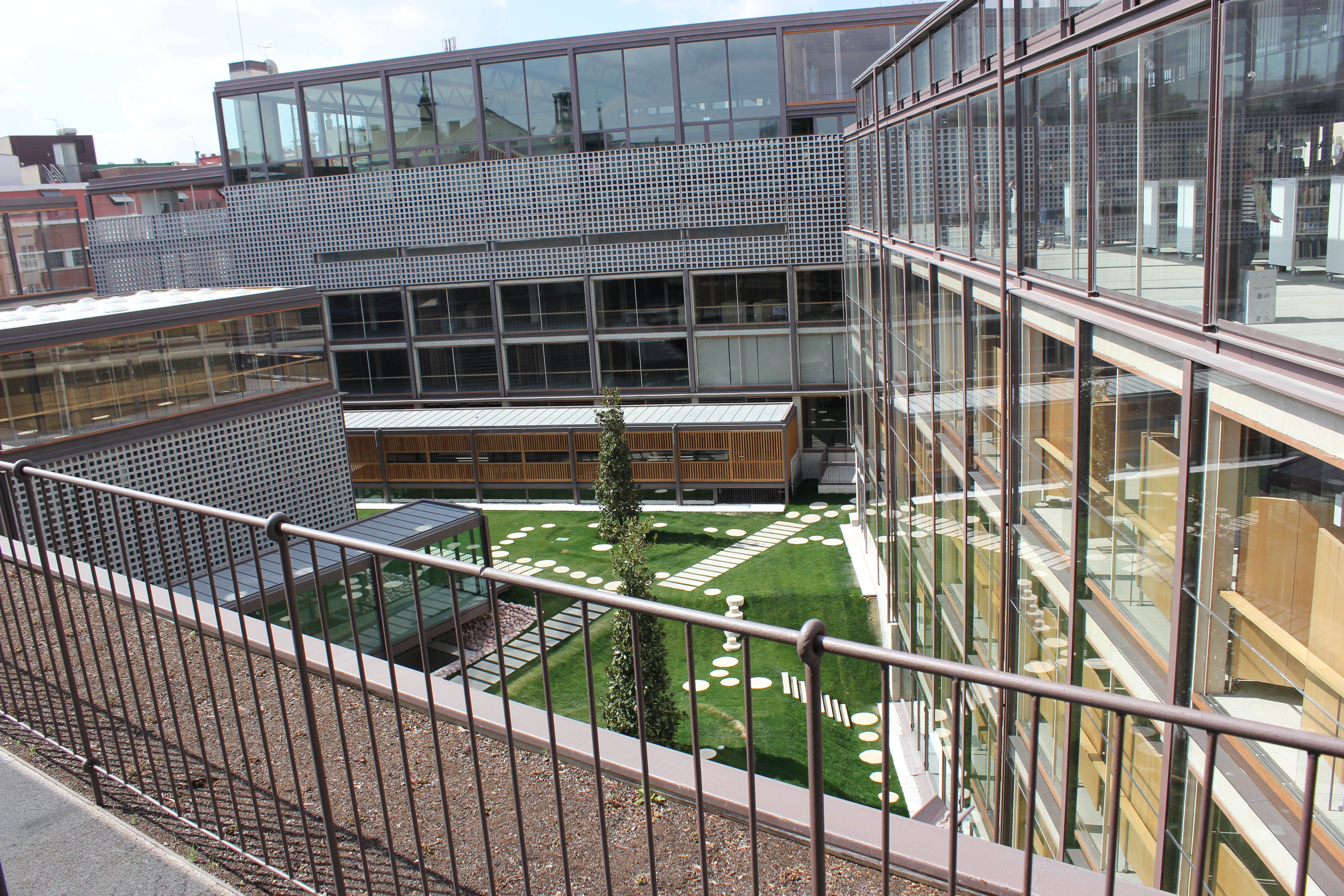
Patio de la sede del COAM tras la reforma y restauración.

La anterior sede de la calle Barquillo 12 fue vendida a FCC a cambio de que le construyese la sede actual en las antiguas Escuelas Pías de San Antón, entre las calles Hortaleza, Santa Brígida y Farmacia. La nueva sede, obra del arquitecto Gonzalo Moure, fue inaugurada oficialmente el 29 de febrero de 2012.

### Histórico de Sedes Colegiales del COAM
| Año  | SEDES COLEGIALES                                                                                        |
| ---- | --- |
| 1931 | El 26 de agosto se adquiere el local de Antonio Maura, 12                                               |
| 1932 | El 5 de enero, tras su reforma y amueblado, se celebra allí la primera junta                            |
| 1934 | El Colegio se instala en la calle de la Cruzada, 4                                                      |
| 1941 | Se muda a la Cuesta de Santo Domingo, 3                                                                 |
| 1951 | Se adquiere el edificio de Barquillo, 12                                                                |
| 1955 | En mayo de este año se inaugura dicho edificio como sede colegial                                       |
| 2006 | Se resuelve el concurso para la reforma de las Escuelas Pías de San Antón, en la calle de Hortaleza, 63 |
| 2012 | Inauguración de la nueva Sede del COAM en las Escuelas Pías de San Antón                                |

## Histórico de decanos del COAM
| Año               | Decanos del COAM                                                                        |
| ----------------- | --------------------------------------------------------------------------------------- |
| 1932-1933         | Manuel Martínez Ángel                                                                   |
| 1933              | Manuel Luxán Zabay                                                                      |
| 1933-1935         | Ignacio Aldama Elorz                                                                    |
| 1935-1936         | Luis Sainz de los Terreros                                                              |
| 1936              | Gabriel Pardal Gómez                                                                    |
| 1937 y 1938       | No hay actividad colegial                                                               |
| 1939-1945         | Manuel Valdés Larrañaga                                                                 |
| 1945-1949         | José Yárnoz Larrosa                                                                     |
| 1949-1953         | Antonio Rubio Marín                                                                     |
| 1953-1957         | Mariano García Morales                                                                  |
| 1957-1958         | Luis Gutiérrez Soto                                                                     |
| 1958-1959         | Miguel Ángel García-Lomas Mata                                                          |
| 1959-1963         | Luis Blanco Soler                                                                       |
| 1963-1965         | Juan del Corro Gutiérrez                                                                |
| 1965-1967         | Antonio Vallejo Álvarez                                                                 |
| 1967-1969         | Rafael Fernández-Huidobro Pineda                                                        |
| 1969-1970         | Manuel Sainz de Vicuña y García Prieto                                                  |
| 1971-1974         | Francisco Javier Carvajal Ferrer                                                        |
| 1975-1976         | Antonio Vázquez de Castro y Sarmiento                                                   |
| 1976              | Juan Fernández Yáñez Ozores                                                             |
| 1976-1982         | Emilio Larrodera López                                                                  |
| 1982-1988         | Vicente Sánchez de León Pacheco                                                         |
| 1988-1998         | Luis del Rey Pérez                                                                      |
| 1998              | José María Fernández Fernández-Isla / Eleuterio Población / Fernando Chueca Goitia      |
| 1998-1999         | Francisco Javier Carvajal Ferrer / Luis Rodríguez-Avial Llardent                        |
| 1998 y 1999-2002  | Fernando Chueca Goitia                                                                  |
| 2002-2007         | Ricardo Aroca Hernández-Ros                                                             |
| 2007-2011         | Paloma Sobrini Sagaseta de Ilurdoz                                                      |
| 2011-2015         | José Antonio Granero Ramírez                                                            |
| 2015-2019         | José María Ezquiaga Domínguez                                                           |
| 2019-2020         | Belén Hermida Rodríguez                                                                 |
| 2020              | Aurelio Mendoza de Arroquia / Pedro Antonio Alonso Miguel (decanos de la Junta de Edad) |
| 2020 - actualidad | Sigfrido Herráez Rodríguez                                                              |